# Орловский, Сергей Александрович
Сергей Александрович Орловский (род. 15 сентября 1972, Магадан) — российский программист и предприниматель, разработчик компьютерных игр, основатель и генеральный директор компании Nival, основатель студии Helio Games и председатель совета директоров студии Luden.io. Орловский считается одним из основателей российской игровой индустрии. 

## Ранние годы

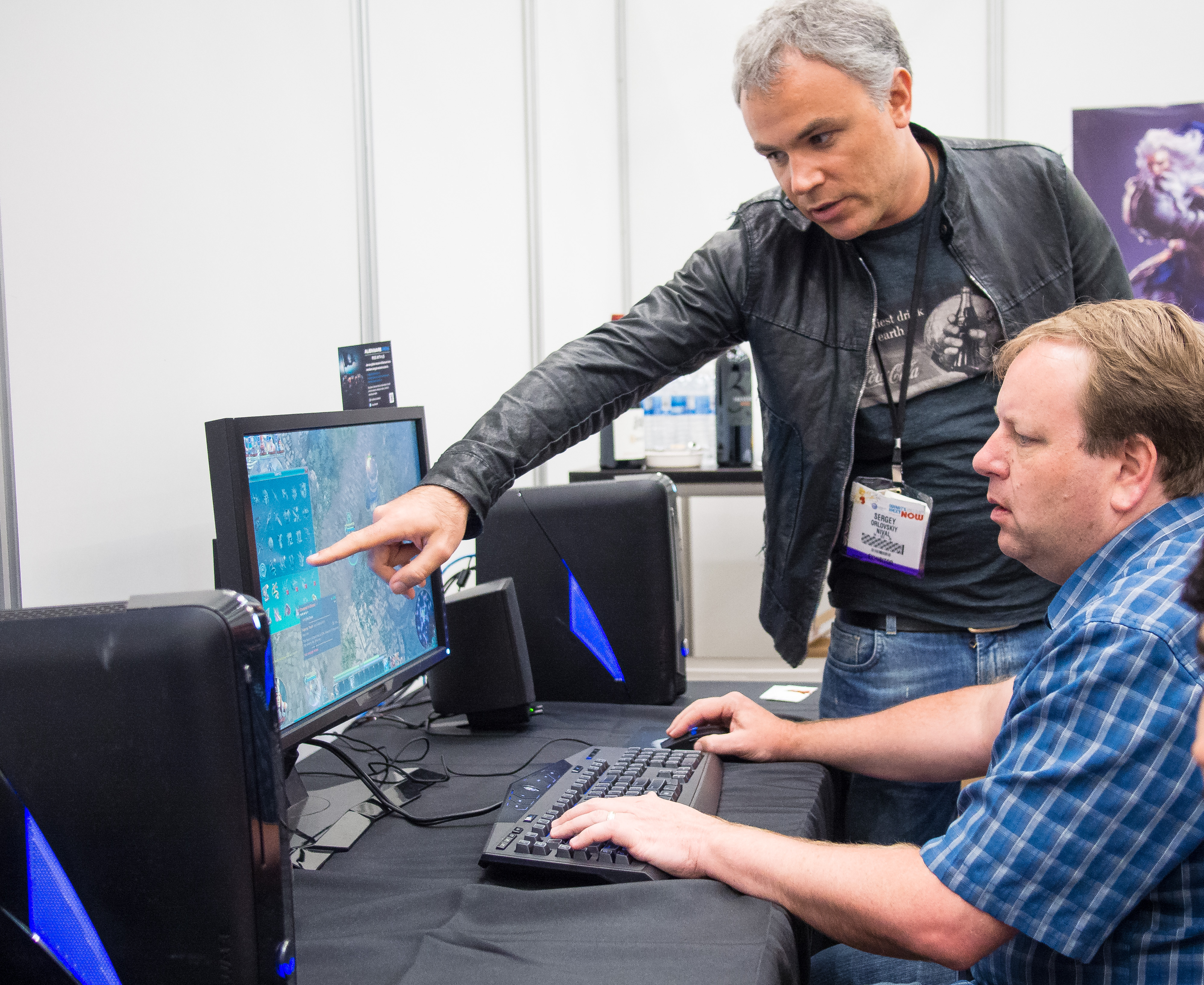
Сергей Орловский с Фергюсом Уркхартом на Выставке электронных развлечений (2013)

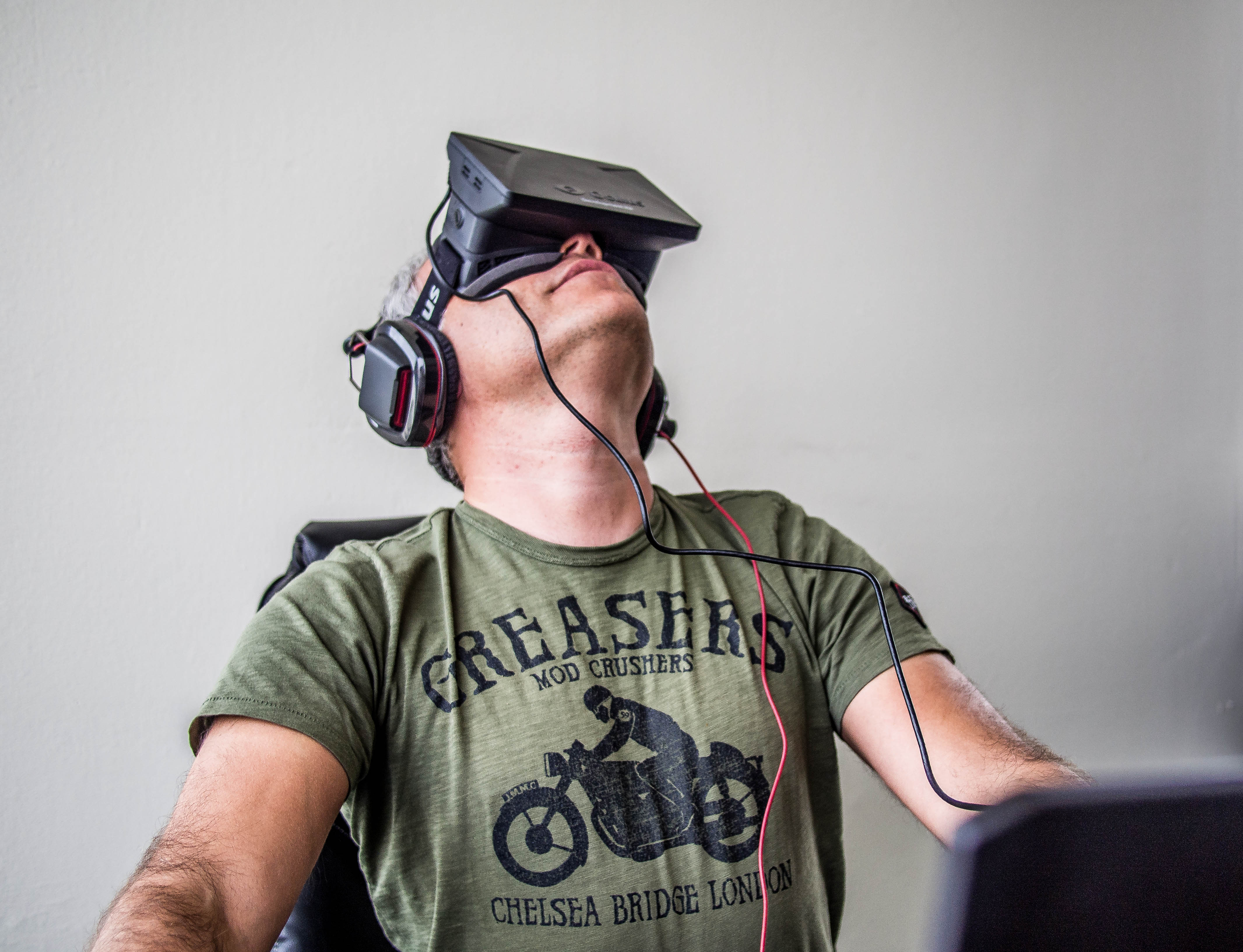
Сергей Орловский тестирует Oculus Rift (2013)

Родился 15 сентября 1972 года в городе Магадане. В 1996 году он окончил факультет ВМК МГУ.
Параллельно с учёбой в университете Сергей Орловский работал программистом в компании «Мир-Диалог» над компьютерными играми «Russian Six Pack» и «Морские легенды», успешно изданной на Западе и в России в 1996 году.

## Карьера
После окончания МГУ основал и возглавил компанию «Nival Interactive» (1996), ставшего ведущим российским разработчиком PC-игр, где создал более 15 игр, ставших бестселлерами и отмеченных множеством наград по всему миру. Общий тираж этих игр составляет более 5 млн копий.
В апреле 2005 года продал компанию «Nival Interactive» американскому холдингу «Ener1 Group».
В 2006 году Сергей Орловский фокусируется на новом направлении — онлайн-играх. Для развития направления основывает компанию «Nival Online», где начинает разработку самого масштабного проекта российской игровой индустрии с бюджетом $12 млн — «Аллоды Онлайн».
В 2007 году возвращает полный контроль над компанией «Nival Interactive». Компания «Nival Online», совместно с «IT Territory», «TimeZero» и «NIKITA Online» объединились в холдинг «Astrum Online Entertainment».
В 2008 году для развития направления социальных игр Сергей Орловский основывает новую компанию «Nival Network». Компания занимается разработкой игровой социальной сети www.ZZima.com, на которой представлено большое количество бесплатных онлайн-игр различных жанров.
В 2009 году переименовывает компанию «Nival Online» в «Astrum Nival».
В 2010 году продаёт 100 % компании «Astrum Nival» российскому холдингу Mail.Ru Group. В том же году на выставке Игромир Сергей Орловский представил новый свой проект — социальную стратегию «Prime World».
В 2010 году сайт «Center Networks» включил Сергея Орловского в топ-10 руководителей российских интернет-компаний, а в 2014 году портал «Massive Online Gamer» — в топ-20 самых влиятельных персон на рынке онлайн-игр.
В 2011 году компания «Nival Network» приобретает компанию «Nival Interactive», после чего работает под единым брендом Nival.
В 2013 году привлекает в компанию «Nival» 6 млн долларов инвестиций от фонда «Almaz Capital Partners». Также стал членом совета директоров издателя и дистрибьютора игр Alawar Entertainment вплоть до 2015.
В 2015 году переводит головной офис компании в Санкт-Петербург.
В 2016 году переводит штаб-квартиру компании в Лимассол с целью сфокусироваться на глобальных рынках. Активно разрабатывает новые игры для платформ с применением AR/VR-технологий(2016).
В 2017 году основал на Кипре студию Helio Games — первую игровую компанию в Лимасоле, специализирующуюся на разработке мобильных игр.
Включён в «Зал Славы видеоигровой индустрии России».

## Взгляды на индустрию
Сергей Орловский считает, что система монетизации и способ распространения компьютерных игр free-to-play раньше помог расширить рынок игр, но со временем индустрия стала больше думать о монетизации, чем о самом геймплее, из-за чего игроки устали от постоянных побуждений к покупкам. Он уверен, что многие готовы один раз заплатить за полноценную игру без дополнительных платежей.
Орловский высказывает мнение, что игры должны не только развлекать, но и моделировать позитивные сценарии будущего. Он подчеркивает важность создания игровых миров, которые могут служить ролевыми моделями для общества, способствуя развитию и обучению.

## Хобби
По признанию Сергея Орловского, его главным хобби является работа.
В школьные годы мечтал собрать компьютер для разработки компьютерных игр.
Предпочитает активный отдых и экстремальные виды спорта — пейнтбол и подводное плавание.

## Компьютерные игры Сергея Орловского
Сергей Орловский принял личное участие в создании большого числа компьютерных игр:
| Год выхода | Название игры                        | Роль                                       |
| ---------- | ------------------------------------ | ------------------------------------------ |
| 1995       | Russian Six Pak                      | Программист, автор музыки                  |
| 1996       | Sea Legends                          | Программист, автор музыки                  |
| 1998       | Rage of Mages                        | Исполнительный продюсер, дизайн            |
| 1999       | Rage of MagesII: Necromancer         | Исполнительный продюсер, дизайн            |
| 2000       | Evil Islands: Curse of the Lost Soul | Исполнительный продюсер, дизайн            |
| 2001       | Etherlords                           | Исполнительный продюсер, концепция, дизайн |
| 2003       | Blitzkrieg                           | Исполнительный продюсер, дизайн            |
| 2003       | Silent Storm                         | Исполнительный продюсер, дизайн            |
| 2004       | Silent Storm: Sentinels              | Исполнительный продюсер, дизайн            |
| 2005       | Blitzkrieg 2                         | Исполнительный продюсер, дизайн            |
| 2005       | Night Watch                          | Продюсер                                   |
| 2006       | Heroes of Might and Magic V          | Исполнительный продюсер                    |
| 2009       | Allods Online                        | Генеральный продюсер                       |
| 2011       | King's Bounty: Legions               | Исполнительный продюсер                    |
| 2012       | Prime World                          | Исполнительный продюсер                    |
| 2013       | Prime World: Defenders               | Исполнительный продюсер                    |
| 2014       | Etherlords (mob)                     | Исполнительный продюсер                    |
| 2015       | Defenders 2                          | Исполнительный продюсер                    |
| 2017       | Blitzkrieg 3                         | Исполнительный продюсер                    |
| 2017       | Westland Survival                    | Гейм-директор                              |
| 2019       | Mutiny: Pirate Survival              | Исполнительный продюсер                    |
| 2024       | Amikin Village                       | Гейм-директор                              |